# 柏原氏鰍
柏原氏鰍為輻鰭魚綱鯉形目鰍科的其中一種，分布於亞洲日本九州福岡滿河及築後川流域，體長可達5.4公分，棲息在底層水域，生活習性不明。

## 扩展阅读
維基物種上的相關：柏原氏鰍